# Weidenkirche

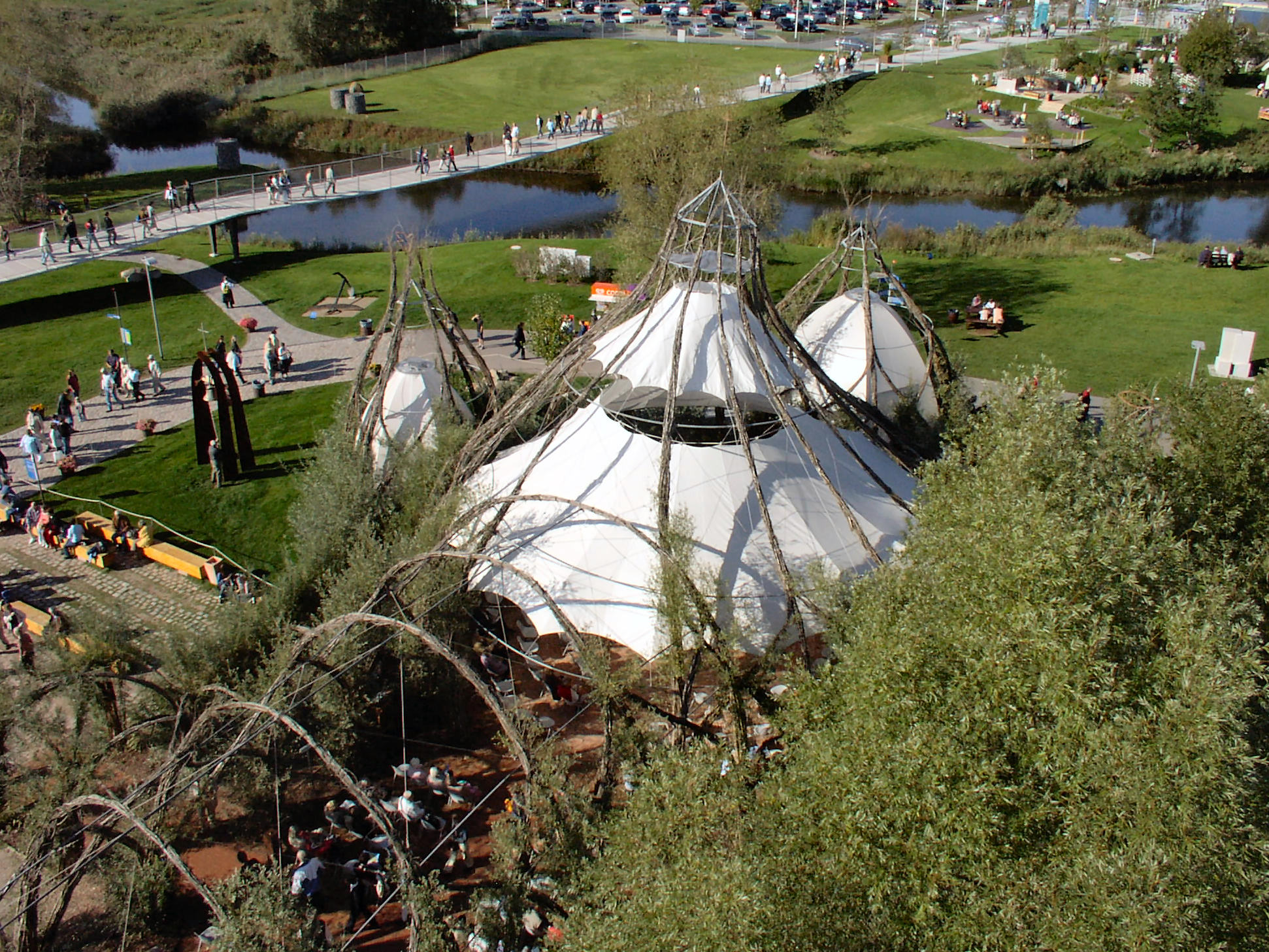
Weidendom in Rostock

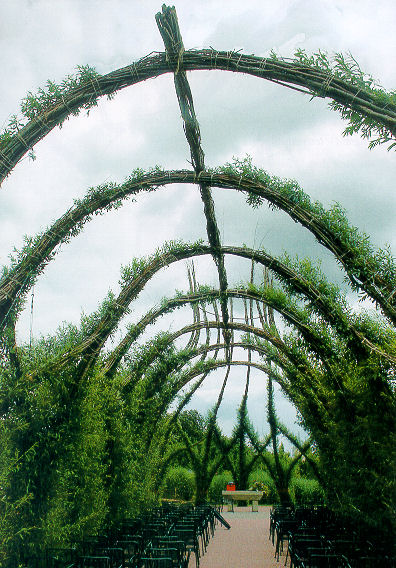
Weidenkirche in Kaiserslautern

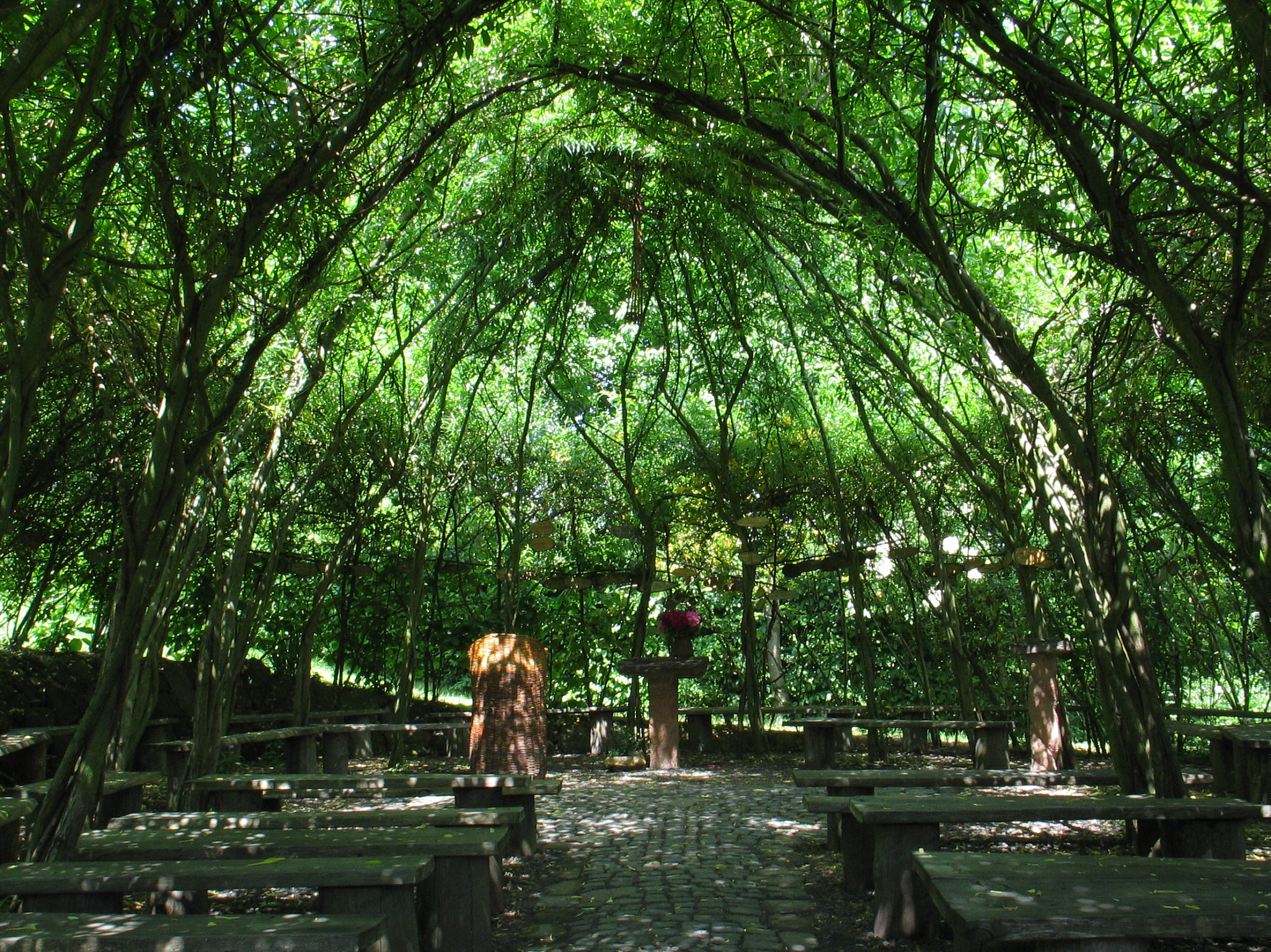
Weidenkirche in Steinberg

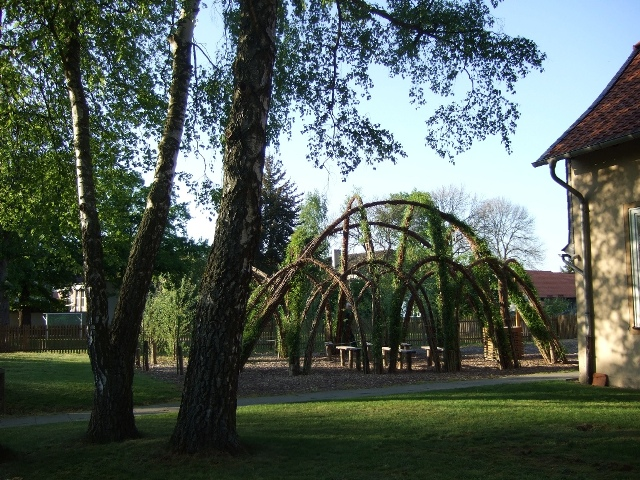
Weidenkirche in Wendeburg

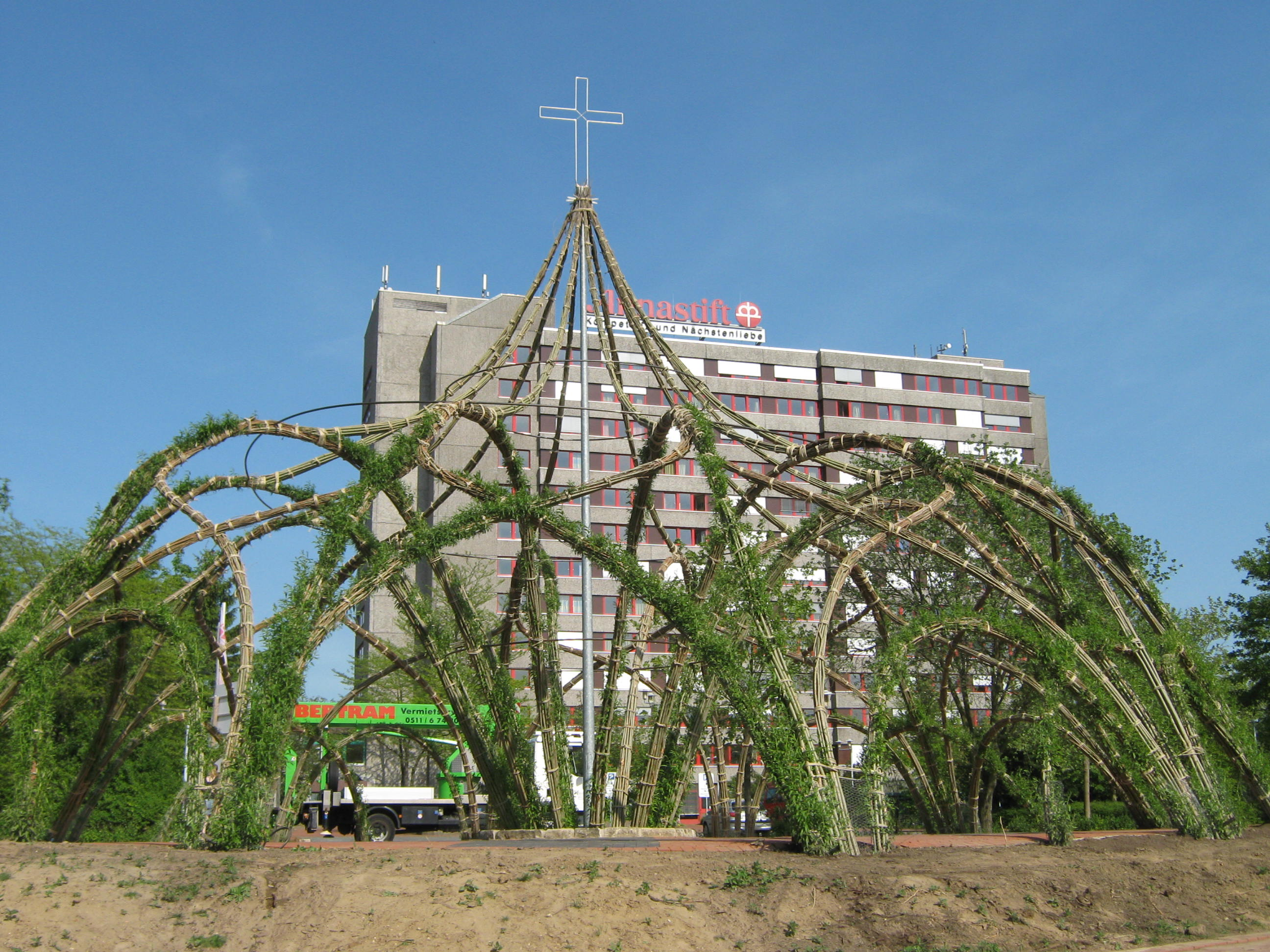
Weidenkirche Annastift in Hannover

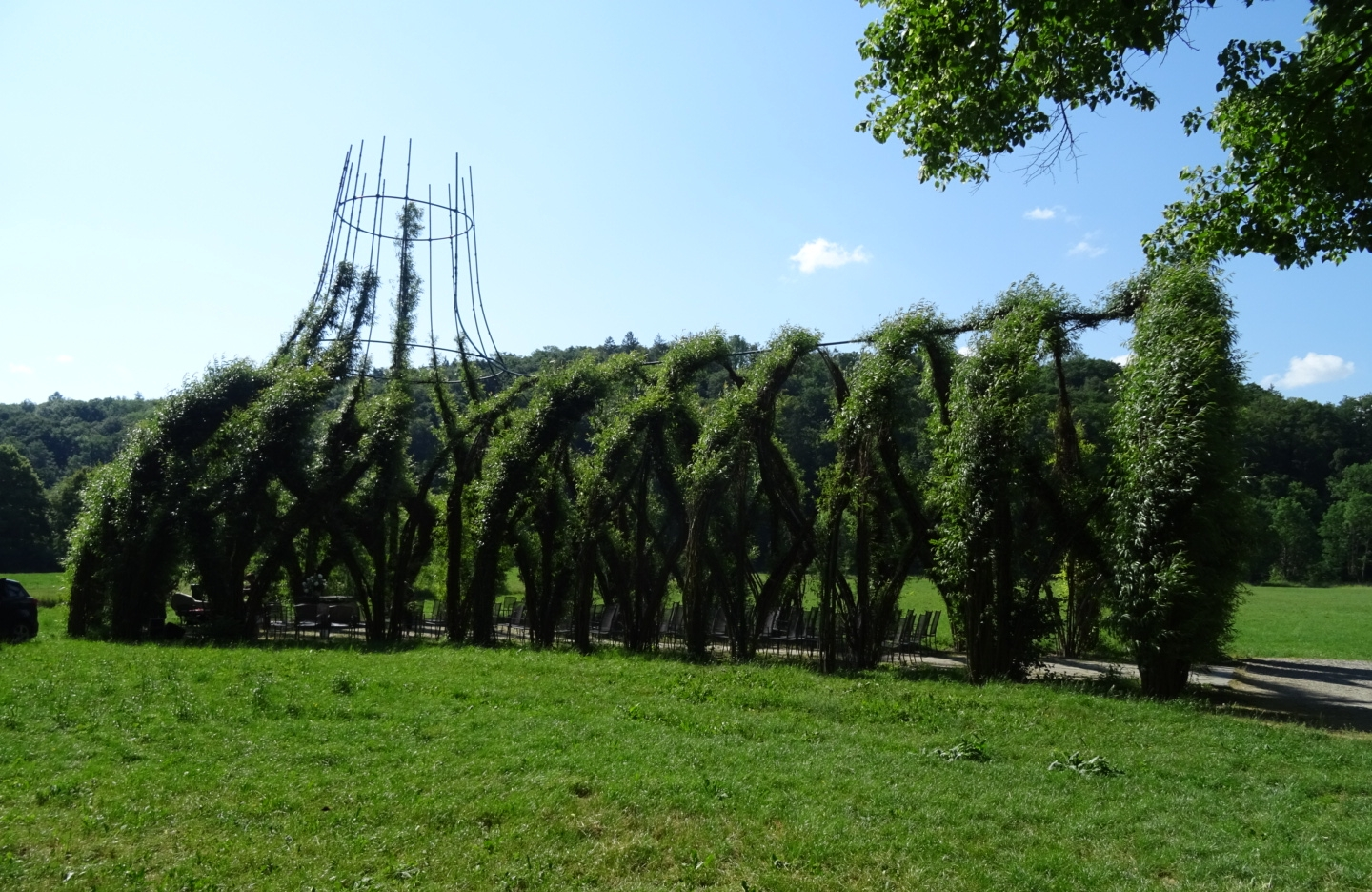
Weidenkirche Pappenheim

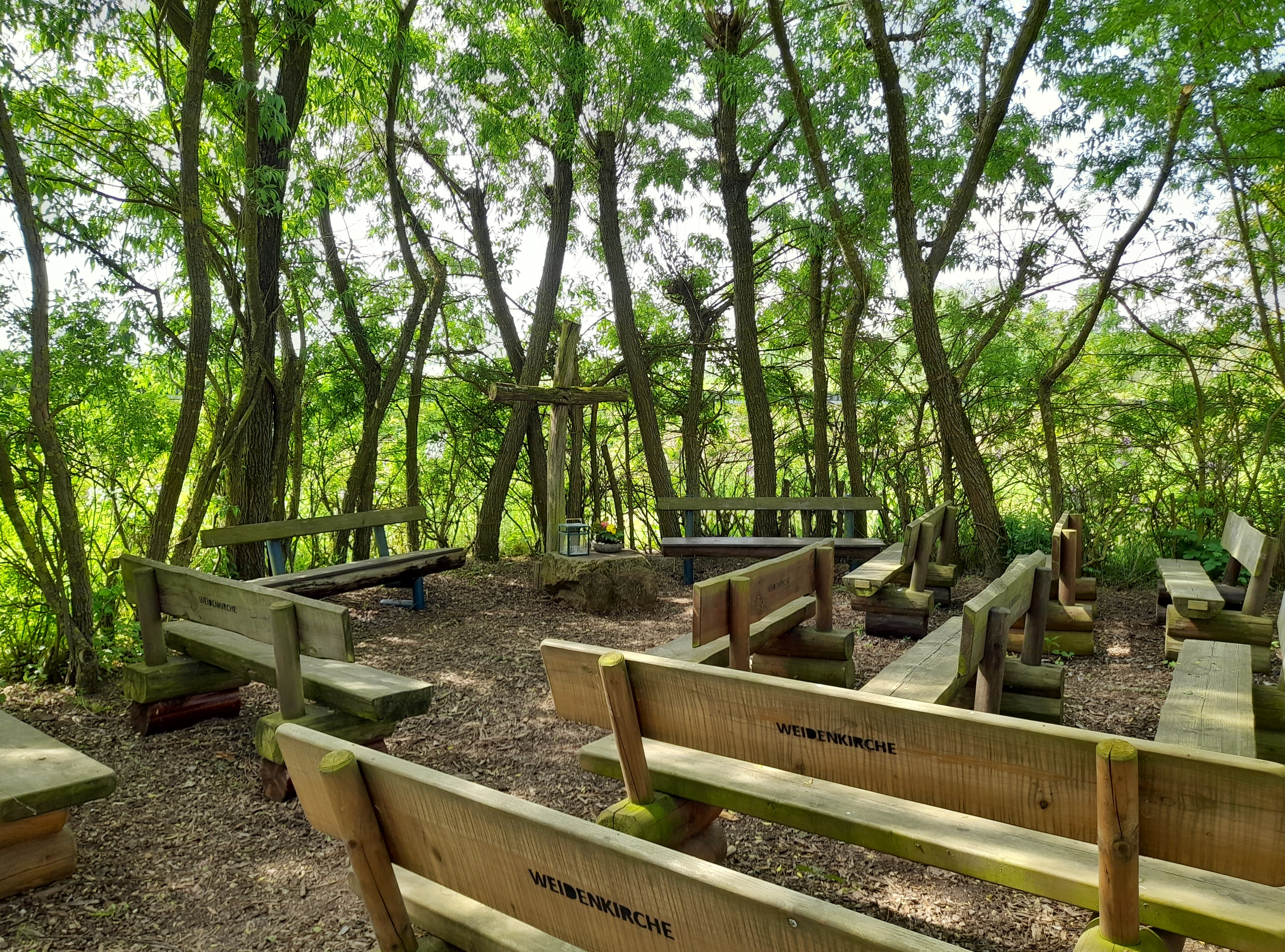
Weidenkirche in Rödermark

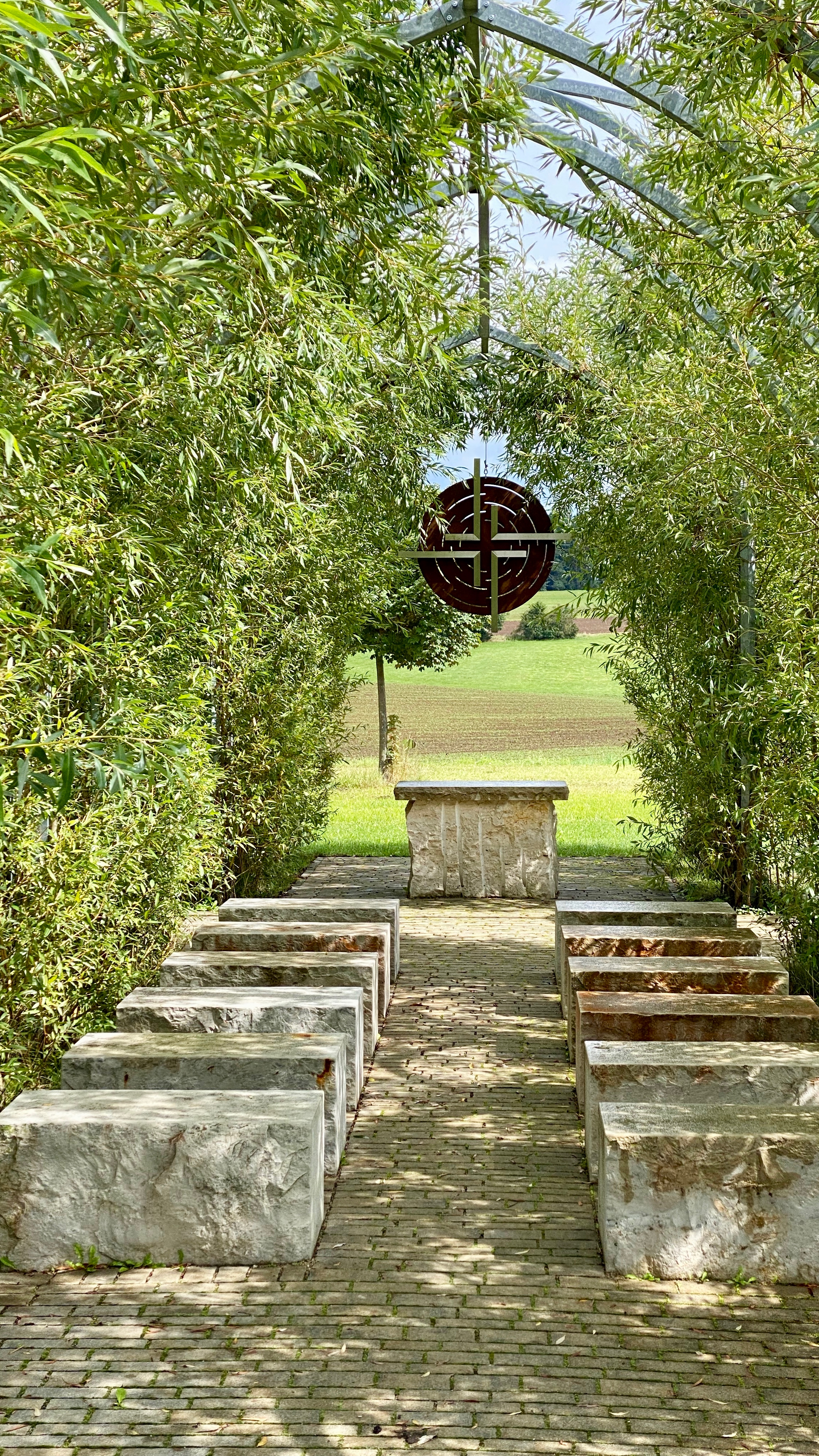
Weidenkirche in Plech

Weidenkirchen sind aus dem Naturmaterial Weidenruten bestehende Kirchengebäude ohne festes Dach. Die erste Weidenkirche in Deutschland wurde im Zuge der IGA 2003 in Rostock als so genannter Weidendom gebaut. Auf späteren Gartenschauen entstanden weitere Weidenkirchen.

## Weidendom Rostock
Der im Vorfeld der Internationalen Gartenschau 2003 in Rostock errichtete Weidendom gilt als das größte lebende Bauwerk der Welt. Es ist 52 Meter lang und erreicht eine Kuppelhöhe von 15 Metern. Entworfen wurde der Bau von dem Architekten Marcel Kalberer.
Kalberer leitete auch den Bau, der 2001 begann und an dem etwa 650 freiwillige Helfer aus 13 Nationen und die Baukunstgruppe sanfte strukturen beteiligt waren. 50 Teilnehmer lebten jeweils im Camp, um die Weidenruten zu schneiden, zu bündeln, aufzurichten und die selbsttragende Konstruktion zu errichten. Der Weidendom Rostock wurde ökumenisch genutzt, bis er als Kirche im Frühjahr 2019 entwidmet wurde. Die Einbauten wurden entfernt, das Bauwerk besteht nun praktisch nur noch aus den Weidenruten.
Am 12. Juni 2022 beschädigte ein Feuer den Weidendom schwer. Die Polizei ging in ersten Stellungnahmen von vorsätzlicher, später von fahrlässiger Brandstiftung aus und bezifferte den Schaden auf mehr als 100.000 Euro. Die Schäden wurden bis 2024 beseitigt, so dass bis auf das Zeltdach der rechten Seitenkapelle keine Bauteile mehr fehlen.

## Weidenkirche Kaiserslautern
Die Weidenkirche Kaiserslautern befindet sich auf dem Gelände der ehemaligen Landesgartenschau des Landes Rheinland-Pfalz und ist 30 Meter lang mit einem aus acht Bögen bestehenden Kirchenschiff und besitzt einen 15 Meter hohen „Glockenturm“.
Damit die Weiden austreiben können, wurde um die Kirche herum eine Drainage installiert. Die Weiden selbst stecken 80 Zentimeter tief im Boden und sind um ein Stahlgerüst gewickelt worden, das für zusätzliche Stabilität sorgt. Die Form der Kirche orientiert sich bewusst an der Bauweise gotischer Kirchen.

## Weidenkirche Gedern/Steinberg
Die Weidenkirche im Ortsteil Steinberg der hessischen Gemeinde Gedern wurde unter Anleitung des Natur-Künstlers Thomas Hofmann errichtet und im Jahr 2004 fertiggestellt. Acht Frauen pflegen diese Kirche regelmäßig.

## Weidenkirche Wendeburg
Diese Weidenkirche befindet sich auf dem Gelände der evangelisch-lutherischen Kirche in Wendeburg im Landkreis Peine, Niedersachsen.
Fußend auf den Grundideen der Weidenbauwerke wurde diese Kirche nach den Plänen und unter der Leitung des Bauingenieurs Wolfgang Gemba mit Hilfe vieler ehrenamtlich tätiger junger und alter Menschen in der Zeit von Februar 2006 bis Mai 2006 gebaut.
Das Bauwerk ist ca. 15 m lang und ca. 8 m breit. Das Kirchenschiff besteht aus acht Bögen. Die Achsen sind in Ost-West, bzw. Nord-Süd-Richtung ausgerichtet.
Alle Bogenformen folgen dem mathematischen Prinzip der Kettenlinie.

## Weidenkathedrale Laufenmühle
Diese Weidenkathedrale befindet sich in Laufenmühle (Welzheim) in Baden-Württemberg. Nach einem Amoklauf wurde diese von 900 überlebenden Schülern 2010 geschaffen. Innenraum über 750 Quadratmeter.

## Weidenkirche Annastift Hannover
Diese Weidenkirche befindet sich auf dem Gelände des Annastifts in Hannover-Mittelfeld.
Fußend auf den Grundideen der Weidenbauwerke wurde diese Kirche nach den Plänen und unter der Leitung des Bauingenieurs Wolfgang Gemba gemeinsam mit dem Gärtnermeister Martin Bode mit Hilfe vieler Ehrenamtlicher zwischen Februar 2011 bis Mai 2011 aus ca. 2.400 Weidenruten errichtet.
Das Bauwerk ist kreisrund mit einem Durchmesser von 18 m, erreicht am höchsten Punkt 10 m, wobei der Hauptraum der Konstruktion 5 m hoch ist.
Das kreisrunde Kirchenschiff besteht aus 12 großen und 12 kleinen Bögen, die durch 24 so genannte Queraussteifungen gestützt werden. Gekrönt wird das Bauwerk von einem anmutigen Edelstahlkreuz, zu dem sich 12 Halbbögen emporschwingen. Der Boden ist behindertengerecht im farbigen Pflasterbett gestaltet und enthält stilisiert das Zeichen der Diakonie. Alle Bogenformen folgen dem mathematischen Prinzip der Kettenlinie.

## Weidenkirche Pappenheim
Die Weidenkirche der evangelischen Jugend in Bayern wurde in Pappenheim mit Hilfe zweier Workcamps in den Osterferien 2007 erbaut. Die Einweihung fand im Rahmen des Landesjugendkonventes während eines feierlichen Gottesdienstes am 17. Mai 2007 statt.

## Weidenkirche Rödermark
Die Weidenkirche Rödermark befindet sich zwischen den Stadtteilen Ober-Roden und Urberach am Bachlauf der Rodau in der sogenannten „Grünen Mitte“, eines großflächigen unbebauten Areals zwischen beiden Stadtteilen.
Die Kirche wurde anlässlich des Rödermark-Festivals 2007 als ökumenisches Projekt der fünf evangelischen und katholischen Kirchengemeinden Rödermarks in dreiblättriger Form (Zeichen für die göttliche Dreifaltigkeit) angelegt. Nachdem die Planungen bereits im Jahr 2006 abgeschlossen waren, wurde die Weidenkirche im Frühjahr 2007 gebaut und am 29. Juni 2007 eingeweiht. Sie soll als Stätte der Begegnung für Menschen aller Konfessionen und als Brücke zwischen den beiden großen Rödermärker Stadtteilen dienen. Gottesdienste werden jeden Freitag zwischen Pfingsten und Erntedank von den fünf christlichen Gemeinden im Wechsel ausgerichtet.

## Weidenkirche Berlin
In Berlin-Wannsee wuchs die Weidenkirche der „Evangelischen Schülerarbeit (BK) Berlin“ auf dem Kinder- und Jugendzeltplatz Bäkewiese. Rund 120 Jungenschaftlerinnen und Jungenschaftler errichteten die Berliner Weidenkirche von 30. April bis zum 4. Mai 2014, unterstützt von Auszubildenden und deren Ausbildern und ehrenamtlich tätigen Handwerkerinnen und Handwerkern. Vorbild war die Weidenkirche in Pappenheim – jedoch nur der Rundbau ohne Kirchenschiff. Pröpstin Friederike von Kirchbach widmete die Weidenkirche am äußersten südwestlichen Stadtrand am Sonntag, dem 6. Juli 2014.

## Weidendom Johnsbach
Ein Weidendom in Österreich befindet sich in Johnsbach im Nationalpark Gesäuse.

## Weidenkirche Plech
Im oberfränkischen Plech wurde 2017 nach einjähriger Vorbereitungs- und Bauzeit eine Weidenkirche am Rande des Gewerbe- und Einkaufsareals Ottenhof/Schönthal geweiht. Durch die Lage nahe der Anschlussstelle Plech der A 9 ist die Kirche auch für Reisende leicht zugänglich.